# Dipartimento di Loug Chari
Il dipartimento di Loug Chari è un dipartimento del Ciad facente parte della provincia di Chari-Baguirmi. Il capoluogo è Bousso.

## Comuni
Il dipartimento comprende i seguenti comuni:
- Bä Illi
- Bogomoro
- Bousso
- Kouno
- Mogo
- Mbarlé